# きれいな血
『きれいな血』（きれいなち）は、日本のロック・バンドSHERBETSが2015年に発売したスタジオ・アルバムである。

## 概要
バンドにとって9枚目のオリジナル・アルバム（SHERBET名義を含めると10枚目）で、前作から3年ぶりに発表された作品である。一般流通盤の発売を前にアルバム・ツアーが開始され、一般流通盤が発売されるまではライヴ会場限定で購入できた。これはマネージャーのアイデアであり、このことについて浅井健一は「CDの存在が世間からだんだん薄くなっている状況。ミュージシャンにとってCDを売るのが大切なことだと思っていて、直で売ってみたいという気持ちがあった」と語っている。

## 収録曲

### CD
| #         | タイトル             | 作詞                       | 作曲                                     | 時間  |
| --------- | -------------------- | -------------------------- | ---------------------------------------- | ----- |
| 1.        | 「ひょっとして」     | 特記なきものは全て浅井健一 | 特記なきものは全て浅井健一               | 4:18  |
| 2.        | 「Freeze Market」    | 特記なきものは全て浅井健一 | 特記なきものは全て浅井健一               | 5:18  |
| 3.        | 「LADY NEDY」        | 特記なきものは全て浅井健一 | 特記なきものは全て浅井健一               | 4:00  |
| 4.        | 「Now, I'm Here」    | 特記なきものは全て浅井健一 | 特記なきものは全て浅井健一               | 4:15  |
| 5.        | 「きれいな血」       | 特記なきものは全て浅井健一 | 特記なきものは全て浅井健一               | 3:55  |
| 6.        | 「Massive Hooligan」 | 特記なきものは全て浅井健一 | 浅井健一、福士久美子、仲田憲市、外村公敏 | 4:02  |
| 7.        | 「ミツバチ」         | 特記なきものは全て浅井健一 | 浅井、福士、外村                         | 5:41  |
| 8.        | 「She」              | 福士                       | 福士                                     | 4:14  |
| 9.        | 「ワナフィー」       | 特記なきものは全て浅井健一 | 特記なきものは全て浅井健一               | 4:26  |
| 10.       | 「Blue Lagoon」      | 特記なきものは全て浅井健一 | 特記なきものは全て浅井健一               | 4:53  |
| 11.       | 「Snow Night Party」 | 特記なきものは全て浅井健一 | 特記なきものは全て浅井健一               | 3:59  |
| 12.       | 「New Ruby Tuesday」 | 特記なきものは全て浅井健一 | 特記なきものは全て浅井健一               | 4:26  |
| 合計時間: | 合計時間:            | 合計時間:                  | 合計時間:                                | 53:25 |

### DVD
※初回限定仕様のみ
| #   | タイトル                           | 作詞 | 作曲・編曲 |
| --- | ---------------------------------- | ---- | ---------- |
| 1.  | 「トカゲの赤ちゃん」               |      |            |
| 2.  | 「HIGH SCHOOL」                    |      |            |
| 3.  | 「ジマーマンラビン」               |      |            |
| 4.  | 「ジェイムズさん」                 |      |            |
| 5.  | 「君の肩にふれて」                 |      |            |
| 6.  | 「Merry Lou」                      |      |            |
| 7.  | 「勝手にしやがれ」                 |      |            |
| 8.  | 「水」                             |      |            |
| 9.  | 「岬のさる」                       |      |            |
| 10. | 「チャームポイント」               |      |            |
| 11. | 「アンドロイドルーシー」           |      |            |
| 12. | 「TAXI DRIVER」                    |      |            |
| 13. | 「シェイクシェイクモンキービーチ」 |      |            |
| 14. | 「カミソリソング」                 |      |            |
| 15. | 「夢見るストロベリー」             |      |            |
| 16. | 「ボーリングクラッシュ」           |      |            |
| 17. | 「グレープジュース」               |      |            |
| 18. | 「JJD」                            |      |            |
| 19. | 「シベリア」                       |      |            |

## 演奏者
- 浅井健一：ボーカル、ギター
- 福士久美子：キーボード、ボーカル、コーラス
- 仲田憲市：ベース
- 外村公敏：ドラムス